# Mededingingsautoriteit
Een mededingingsautoriteit is een overheidsdienst die de economische mededinging beschermt door te waken over de naleving van de wetgeving ter zake, mededingingswetten genaamd. De mededingingsautoriteiten verschillen sterk in de mate van handhaving hiervan. De meeste mededingingsautoriteiten controleren fusies, allianties, kartels en economische machtsposities zoals monopolies.
Ook de naamgeving verschilt sterk; in Nederlandse vertaling komen in plaats van ‘autoriteit’ ook woorden voor als ‘dienst’ of ‘commissie’, terwijl in plaats van ‘mededinging’ ook woorden als ‘kartel’ worden gebruikt.
Op Europees niveau is het European Competition Network (ECN) actief, wereldwijd het International Competition Network (ICN) en de Organisatie voor Economische Samenwerking en Ontwikkeling (OESO). In Nederland kent men de Autoriteit Consument en Markt (ACM, opvolger van onder meer de Nederlandse Mededingingsautoriteit) voor dit doel. In België is dit de Belgische Mededingingsautoriteit (de vroegere Raad voor de Mededinging).

## Lijst van mededingingsautoriteiten
| Vlag                      | Vlag                         | Land                           | Naam                                                                                       | ECA | ICN | OESO | Taal      |
| ------------------------- | ---------------------------- | ------------------------------ | ------------------------------------------------------------------------------------------ | --- | --- | ---- | --------- |
|                           |                              | Andesgemeenschap               |                                                                                            |     |     |      | Engels    |
| Vlag van Argentinië       |                              | Argentinië                     | Comision Nacional de Defensa de la Competencia                                             |     |     |      | Spaans    |
| Vlag van Australië        |                              | Australië                      | Australian Competition & Consumer Authority en National Competition Council                |     |     |      | Engels    |
| Vlag van Europa           | Vlag van België              | België                         | Belgische Mededingingsautoriteit / Autorité belge de la Concurrence                        |     |     |      |           |
| Vlag van Brazilië         |                              | Brazilië                       | Conselho Administrative de Defensa Economica                                               |     |     |      | Portugees |
| Vlag van Canada           |                              | Canada                         | The Competition Bureau                                                                     |     |     |      | Engels    |
| Vlag van Chili            |                              | Chili                          | Tribunal de Defensa de la Libre Competencia -National Economic Prosecutor's Office         |     |     |      | Engels    |
| Vlag van China            |                              | China                          | Ministerie van Handel                                                                      |     |     |      | Engels    |
| Vlag van Colombia         |                              | Colombia                       | Superintendencia Industria y Comercio                                                      |     |     |      | Spaans    |
| Vlag van Europa           | Vlag van Cyprus              | Cyprus                         | Commission for the Protection of Competition                                               |     |     |      | Engels    |
| Vlag van Europa           | Vlag van Denemarken          | Denemarken                     | Konkurrencestyrelsen                                                                       |     |     |      | Engels    |
| Vlag van Europa           | Vlag van Duitsland           | Duitsland                      | Bundeskartellamt                                                                           |     |     |      | Engels    |
| Vlag van Europa           | Vlag van Estland             | Estland                        | konkurentsiamet                                                                            |     |     |      | Engels    |
| Vlag van Europa           |                              | Europese Vrijhandelsassociatie | Toezichthoudende Autoriteit van de Europese Vrijhandelsassociatie                          |     |     |      | Engels    |
| Vlag van Europa           |                              | Europese Unie                  | Europese Commissie                                                                         |     |     |      | Engels    |
| Vlag van Europa           | Vlag van Finland             | Finland                        | Kilpailuvirasto                                                                            |     |     |      | Engels    |
| Vlag van Europa           | Vlag van Frankrijk           | Frankrijk                      | Autorité de la concurrence                                                                 |     |     |      | Engels    |
| Vlag                      | Vlag                         | Land                           | Naam                                                                                       | ECA | ICN | OESO | Taal      |
| Vlag van Europa           | Vlag van Griekenland         | Griekenland                    | Hellenic Competition Commission                                                            |     |     |      | Engels    |
| Vlag van Europa           | Vlag van Hongarije           | Hongarije                      | Office of Economic Competition (Gazdasági Versenyhivatal                                   |     |     |      | Engels    |
| Vlag van India            |                              | India                          | Competition Commission of India                                                            |     |     |      | Engels    |
| Vlag van Europa           | Vlag van Ierland             | Ierland                        | The Competition Authority, (TCA),                                                          |     |     |      | Engels    |
| Vlag van IJsland          |                              | IJsland                        | Icelandic Competition Authority                                                            |     |     |      | Engels    |
| Vlag van Israël           |                              | Israël                         | Israël Anti-trust Authority                                                                |     |     |      | Engels    |
| Vlag van Europa           | Vlag van Italië              | Italië                         | Autorità Garante della Concorrenza e del Mercato (AGCM)                                    |     |     |      | Engels    |
| Vlag van Japan            |                              | Japan                          | Japan Fair Trade Commission (JFTC)                                                         |     |     |      | Engels    |
| Vlag van Kenia            |                              | Kenia                          | Monopolies and Prices Commission of Kenya                                                  |     |     |      | Engels    |
| Vlag van Europa           | Vlag van Letland             | Letland                        | Competition Council                                                                        |     |     |      | Engels    |
| Vlag van Liechtenstein    |                              | Liechtenstein                  | Office of National Economy (Amt für Volkswirtschaft)                                       |     |     |      | Duits     |
| Vlag van Europa           | Vlag van Litouwen            | Litouwen                       | Competition Council                                                                        |     |     |      | Engels    |
| Vlag van Europa           | Vlag van Luxemburg           | Luxemburg                      | Conseil de la Concurrence - Inspection de la Concurrence                                   |     |     |      | Frans     |
| Vlag van Europa           | Vlag van Malta               | Malta                          |                                                                                            |     |     |      |           |
| Vlag van Mexico           |                              | Mexico                         | Mexico Federal Competition Commission                                                      |     |     |      | Engels    |
| Vlag van Europa           | Vlag van Nederland           | Nederland                      | Autoriteit Consument en Markt                                                              |     |     |      | Engels    |
| Vlag van Nieuw-Zeeland    |                              | Nieuw-Zeeland                  | Ministry of Commerce: Competition and Enterprise Branch en New Zealand Commerce Commission |     |     |      | Engels    |
| Vlag van Noorwegen        |                              | Noorwegen                      | Konkurransetilsynet                                                                        |     |     |      | Engels    |
| Vlag van Europa           | Vlag van Oostenrijk          | Oostenrijk                     | Wettbewerbsbehörde im BMwA                                                                 |     |     |      | Engels    |
| Vlag                      | Vlag                         | Land                           | Naam                                                                                       | ECA | ICN | OESO | Taal      |
| Vlag van Peru             |                              | Peru                           | Free Competition Commission                                                                |     |     |      | Spaans    |
| Vlag van Europa           | Vlag van Polen               | Polen                          | Office for Competition and Consumer Protection                                             |     |     |      | Engels    |
| Vlag van Europa           | Vlag van Portugal            | Portugal                       | Autoridade da Concorrência                                                                 |     |     |      | Engels    |
| Vlag van Rusland          |                              | Rusland                        | Federal Antimonopoly Services                                                              |     |     |      | Russisch  |
| Vlag van Europa           | Vlag van Slowakije           | Slowakije                      | Antimonopoly Office                                                                        |     |     |      | Engels    |
| Vlag van Slovenië         |                              | Slovenië                       | Competition Protection Office of the Republic of Slovenia                                  |     |     |      | Engels    |
| Vlag van Europa           | Vlag van Spanje              | Spanje                         | Tribunal de Defensa de la Competencia (TDC)                                                |     |     |      | Spaans    |
| Vlag van Taiwan           |                              | Taiwan                         | Taiwan Fair Trade Commission                                                               |     |     |      | Engels    |
| Vlag van Turkije          |                              | Turkije                        | Rekabet Kuruma                                                                             |     |     |      | Engels    |
| Vlag van Europa           | Vlag van Tsjechië            | Tsjechië                       | Office for the Protection of Competition                                                   |     |     |      | Engels    |
| Vlag van Venezuela        |                              | Venezuela                      | Pro-Competencia                                                                            |     |     |      | Spaans    |
| Vlag van Europa           | Vlag van Verenigd Koninkrijk | Verenigd Koninkrijk            | Office of Fair Trading en Competition Commission                                           |     |     |      | Engels    |
| Vlag van Verenigde Staten |                              | VS                             | Federal Trade Commission en Department of Justice (Antitrust Division)                     |     |     |      | Engels    |
| Vlag van Zuid-Afrika      |                              | Zuid-Afrika                    | Competition Commission South African Competition Tribunal                                  |     |     |      | Engels    |
| Vlag van Zuid-Korea       |                              | Zuid-Korea                     | Fair Trade Commission                                                                      |     |     |      | Engels    |
| Vlag van Europa           | Vlag van Zweden              | Zweden                         | Konkurrensverket                                                                           |     |     |      | Engels    |
| Vlag van Zwitserland      |                              | Zwitserland                    | The Competition Council en Switzerland Swiss Competition Commission                        |     |     |      | Engels    |